# Stachystemon intricatus
Stachystemon intricatus là một loài thực vật có hoa trong họ Picrodendraceae. Loài này được Halford & R.J.F.Hend. mô tả khoa học đầu tiên năm 2003.